# Hot Pursuit
Hot Pursuit (prt: Perseguição Escaldante; bra: Belas e Perseguidas) é um filme estadunidense de comédia de ação, realizado por Anne Fletcher e escrito por David Feeney e John Quaintance. Sua história segue uma policial designada para proteger a viúva de um chefe de drogas contra policiais e criminosos corruptos que a querem morta enquanto correm pelo Texas para evitar serem detectadas. Estrelou Reese Witherspoon e Sofía Vergara. 
O filme foi lançado nos Estados Unidos em 8 de maio de 2015 pela Warner Bros., New Line Cinema, e Metro-Goldwyn-Mayer. Em Portugal, o filme estreou em 7 de maio de 2015, e no Brasil em 2 de julho do mesmo ano. Ele arrecadou 13,9 milhões de dólares durante o fim de semana de abertura e 51,4 milhões de dólares em todo o mundo, em um orçamento de 35 milhões de dólares.

## Elenco
| Ator/Atriz            | Papel               |
| --------------------- | ------------------- |
| Reese Witherspoon     | Oficial Rose Cooper |
| Sofía Vergara         | Daniella Riva       |
| Jim Gaffigan          | Red                 |
| Robert Kazinsky       | Randy               |
| Joaquín Cosio         | Vincente Cortez     |
| Vincent Laresca       | Felipe Riva         |
| Michael Mosley        | Detetive Dixon      |
| John Carroll Lynch    | Capitão Emmett      |
| Matthew Del Negro     | Detetive Hauser     |
| Richard T. Jones      | Detetive Jackson    |
| Evaluna Montaner      | Teresa Cortez       |
| Mike Birbiglia        | Steve               |
| Michael Ray Escamilla | Angel               |
| Benny Nieves          | Jesus               |
| David Jensen          | Wayne               |

## Produção
A filmagem principal começou em 12 de maio de 2014, em Nova Orleães, Luisiana. Durante a segunda semana das filmagens, Reese Witherspoon foi fotografada durante a gravação, que aconteceu em Ponchatoula.

### Divulgação
O primeiro trailer foi lançado em 12 de fevereiro de 2015.

## Recepção

### Bilheteira
O filme arrecadou $45.3 milhões, mundialmente, em 7 de junho 2015. Na semana de estreia do filme nos Estados Unidos, o longa havia arrecadado $13.9 milhões, ficando em segundo lugar na bilheteira, atrás de Vingadores: A Era de Ultron ($77.7 milhões).

### Crítica
No agregador de críticas Rotten Tomatoes, que categoriza as opiniões apenas como positivas ou negativas, o filme tem um índice de aprovação de 8% calculado com base em 179 comentários dos críticos.